# Melanthera
Melanthera é um género botânico pertencente à família Asteraceae.

## Sinónimo
- Wollastonia DC. ex Decne.[2]

## Espécies
- Melanthera biflora (L.) Wild
  - Sinónimos
    - (≡) Verbesina biflora L.
    - (≡) Wedelia biflora (L.) DC.
    - (=) Wedelia canescens (Gaudich.) Merr.
    - (≡) Wollastonia biflora (L.) DC.
    - (=) Wollastonia biflora var. canescens (Gaudich.) Fosberg
- Melanthera nivea (L.) Small
  - Sinónimos
    - (≡) Bidens nivea L.
    - (=) Calea aspera Jacq.
    - (=) Melanthera aspera (Jacq.) Small
- Melanthera scandens (Schumach. & Thonn.) Roberty
  - Sinónimos
    - (≡) Buphthalmum scandens Schumach.
- Melanthera waimeaensis (H.St.John) W.L.Wagner & H.Rob.
  - Sinónimos
    - (≡) Lipochaeta waimeaensis H. St. John[3]